# Línguas angunes
| 0–20% 20–40% 40–60% |  | 60–80% 80–100% |

| <1 /km² 1–3 /km² 3–10 /km² 10–30 /km² 30–100 /km² |  | 100–300 /km² 300–1 000 /km² 1 000–3 000 /km² >3 000 /km² |

As línguas angunes  (em angune, nguni) formam um grupo de línguas bantus, do grande grupo de línguas nigero-congolesas, faladas em vários países da África Austral. O mesmo termo é usado para referir os diferentes povos que falam essas línguas.
O grupo angune reúne as seguintes línguas principais, estreitamente aparentadas e quase sempre mutuamente inteligíveis:
- Zulu, falado principalmente na província de Cuazulo-Natal da África do Sul; os seus falantes são os zulus;
- Andebele setentrional, falado principalmente no sul do Zimbábue, na província de Matabelelândia Sul; os seus falantes são os matabeles;
- Andebele meridional, falada principalmente na região do Transvaal, na África do Sul; os seus falantes são os andebeles meridionais;
- Suázi, falado principalmente em Essuatíni; os seus falantes são os suázis;
- Xossa, falado principalmente nas províncias do Cabo Oriental e Cabo Ocidental da África do Sul; os seus falantes são os xossas;

Angunes foi a designação genérica dada pela administração colonial portuguesa de Moçambique aos povos de línguas angunes, sendo por vezes utilizada como sinónimo a forma vátua.